# Ljudmila Alexandrowna Tschernowa
Ljudmila Alexandrowna Tschernowa (russisch Людмила Александровна Чернова, engl. Transkription Lyudmila Chernova, geb. Зенина – Senina – Zenina; * 30. November 1955 in Norilsk) ist eine ehemalige russische Sprinterin, die sich auf den 400-Meter-Lauf spezialisiert hatte und für die Sowjetunion startete.
Bei den Olympischen Spielen 1980 in Moskau erreichte sie über 400 Meter das Halbfinale und trug mit einem Einsatz im Vorlauf der 4-mal-400-Meter-Staffel zum Sieg des sowjetischen Teams bei.
1980 wurde sie Sowjetische Hallenmeisterin über 400 Meter.
Ihre Tochter ist die Siebenkämpferin Tatjana Tschernowa.

## Persönliche Bestzeiten
- 400 m: 50,91 s, 24. Mai 1983, Krasnodar
  - Halle: 52,3 s, 16. Februar 1980, Moskau